# Odds ratio
De odds ratio is de verhouding tussen twee wedverhoudingen of odds. Daarbij is de wedverhouding de verhouding tussen de waarschijnlijkheid dat een gebeurtenis optreedt (zal optreden) en de waarschijnlijkheid dat ze niet optreedt (zal optreden). Zou bijvoorbeeld bij een positief testresultaat 1000 keer een ziekte B vastgesteld zijn en 100 keer de afwezigheid van ziekte B, dan is de wedverhouding 10 tegen 1. Zou eveneens bij een negatief testresultaat ziekte B 100 keer vastgesteld zijn en 1000 niet dan is de kansverhouding 1 tegen 10. De odds ratio is nu de verhouding tussen deze twee wedverhoudingen; in dit geval dus 100.
Het verband tussen dichotome variabelen (bijvoorbeeld positief of negatief testresultaat ten opzichte van lijden aan ziekte B of niet eraan lijden) wordt dikwijls in zijn ruwste vorm voorgesteld in een vierveldentabel.
|          | Ziekte B aanwezig | Ziekte B afwezig |
| -------- | ----------------- | ---------------- |
| positief | a                 | b                |
| negatief | c                 | d                |
De frequentie a wordt aangeduid als TP (True Positives), de frequentie b als FP (False Positives), de frequentie c als FN (False Negatives) en de frequentie d als TN (True Negatives).
De verhouding a/b van a en b is de wedverhouding tussen de kans dat de ziekte B bij een positief (test)resultaat aanwezig zal zijn ten opzichte van de kans dat deze ziekte bij een positief (test)resultaat niet aanwezig zal zijn. De verhouding c/d van c en d is de wedverhouding tussen de kans dat de ziekte B aanwezig zal zijn bij een negatief (test)resultaat ten opzichte van de kans dat ziekte B niet aanwezig zal zijn bij een negatief (test)resultaat. De verhouding tussen deze twee wedverhoudingen (odds) is de odds ratio (OR):
{\displaystyle OR={\frac {(a/b)}{(c/d)}}}
De odds ratio wordt veel gehanteerd in de medische statistiek.
Een veel voorkomende interpretatie is bijvoorbeeld dat bij een OR = x, een ziekte B x keer waarschijnlijker is bij een positief (test)resultaat dan bij een negatief (test)resultaat, waarbij 'test' zeer breed begrepen moet worden zoals de aanwezigheid of afwezigheid van een milieufactor, ja of nee als antwoord op een vraag, een score van 5 of meer, of van minder dan 5 op een test. Het is evenwel niet zo dat de kans op de ziekte dan bij positief resultaat x keer waarschijnlijker is, maar dat de wedverhouding bij positief resultaat x keer groter is dan bij negatief resultaat.
Als de OR groter is dan 1, is er meer risico op het ontwikkelen van ziekte B voor mensen die een positief testresultaat hadden. Is de OR kleiner dan 1, dan is er minder risico op het ontwikkelen van de ziekte B voor mensen met een positief testresultaat.

## Rekenvoorbeeld
Nemen we aan dat we onderzoek doen naar de relatie tussen geslacht en hoofdpijn. We vragen aan 100 mannen en aan 100 vrouwen of ze de afgelopen maand hoofdpijn hebben gehad. Van de 100 vrouwen hebben er 90 hoofdpijn gehad, van de 100 mannen waren dit er 20.
| \| \| Hoofdpijn \| Geen hoofdpijn \| \| ----- \| --------- \| -------------- \| \| vrouw \| 90 \| 10 \| \| man \| 20 \| 80 \| | {\displaystyle OR={90/10 \over 20/80}=36} |                |
| | Hoofdpijn                                 | Geen hoofdpijn |
| vrouw | 90                                        | 10             |
| man | 20                                        | 80             |
De OR is (veel) hoger dan 1. Dit geeft aan, dat vrouwen, in dit voorbeeld, een hoger risico hebben op hoofdpijn dan mannen.

### Interpretatie van de OR
Odds ratios geven simpelweg een relatie weer tussen twee wedverhoudingen. Je zou dit bijvoorbeeld kunnen gebruiken om te weten hoe veel hoger de wedverhouding van gokwebsite A ligt ten opzichte van die van website B. Op gokwebsite A geeft men 4 euro voor 1 euro als een bepaalde club de voetbalwedstrijd wint. Op gokwebsite B geeft men 8 euro voor 1 euro als diezelfde club de voetbalwedstrijd wint. De ratio bij gokwebsite A is dus 4:1 en bij website B is deze 8:1. De onderlinge verhouding tussen de twee websites is dus 4:8 of 1:2. Dat betekent dat je bij gokwebsite B dubbel zo veel krijgt voor je ingezette geld als bij gokwebsite A als je club wint.
De betekenis van OR ligt alleen voor de hand als we deze toepassen op eenzelfde soort data. In bovenstaand voorbeeld kan je inderdaad een odds ratio berekenen, maar het is relatief moeilijk om hier een fysieke interpretatie voor te vinden. De eerste ratio gaat immers over de verhouding vrouwen - hoofdpijn, de tweede verhouding immers over mannen - hoofdpijn. In de volgende paragraaf gaan we toch een fysieke interpretatie voor deze data uitwerken.
Analoog aan het voorbeeld met de goksites kunnen we nu weer spreken over twee opties. Optie 1 zijn de vrouwen met hoofdpijn en de mannen zonder hoofdpijn, optie 2 zijn de vrouwen zonder hoofdpijn en de mannen met hoofdpijn. We kunnen nu omdat de wedverhouding > 1 (deze is namelijk 36 of 36:1) zeggen dat de wedverhouding rolt in het voordeel van optie 1, dus vrouwen met hoofdpijn en mannen zonder hoofdpijn (in het voorbeeld met de goksites was de wedverhouding < 1 en rolde het dus in het voordeel van optie 2 waar de odd ratio 0,5 of 1:2 was). Het vertelt dus hoe vaak vrouwen die hoofdpijn en mannen die geen hoofdpijn hebben, voorkomen tegenover vrouwen die geen hoofdpijn hebben en mannen die wel hoofdpijn hebben (procentueel gezien). Gezien het aantal deelnemers gelijk is bij mannen en vrouwen in dit voorbeeld klopt vorig statement ook globaal gezien.

## Verwisselen van de rijen geeft reciproque OR
Bij een vierveldentabel is het mogelijk de rijen om te wisselen waarbij men een eerst positief genoemd resultaat na de omwisseling negatief gaat benoemen en omgekeerd. Een gevolg ervan is dat de tweede OR die we bekomen na de omwisseling de reciproque is van de eerste OR. Een dergelijke mogelijkheid tot dubbelzinnige bepaling is in de medische statistiek niet wenselijk.
Bij verslaglegging van een berekende OR is het handig om in de tekst te benoemen, voor wélke conditie de OR berekend is. Bijvoorbeeld: de odds ratio voor vrouwen op het hebben van hoofdpijn is 36, als ze vergeleken worden met mannen.

## Interpretatie vanuit diagnostisch standpunt
De interpretatie vanuit diagnostisch standpunt is als volgt. De OR kan gezien worden als samengesteld uit de positieve en negatieve likelihood ratio(LR). Het kan inderdaad bewezen worden dat OR = LR+/LR-.
Krachtens de hierboven aan a gestelde eis kan LR- wel tot zeer dicht bij 1 naderen, maar nooit gelijk of groter zijn dan 1. Dit heeft als gevolg dat LR+ nooit groter kan zijn dan OR. Met een analoge redenering kan gesteld worden dat LR- nooit kleiner of gelijk kan zijn dan 1/OR. Uit deze vaststellingen kan men besluiten dat OR de grenzen bepaalt waartussen LR's kunnen variëren, dus de grenzen bepaalt waarbinnen een test maximaal de post-testwaarschijnlijkheid van ziekte bij een bepaald testresultaat kan wijzigen. Hoe de test in concreto de post-testwaarschijnlijkheid van ziekte wijzigt is op basis van het enkele gegeven, de OR, niet uit te maken.
Uit de formule OR = LR+/LR- kan ook afgeleid worden dat naarmate de test in concreto een grotere bijdrage vermag te leveren aan het verhogen van de post-testwaarschijnlijkheid bij positief testresultaat (en dus een grotere bijdrage levert tot het stellen van een diagnose) hij ook minder goed zal zijn om een overwogen diagnose uit te sluiten. Inderdaad LR+ is, krachtens de formule OR=LR+/LR-, altijd gelijk aan OR * LR-, dus LR+ is altijd OR keer groter dan LR-. Dit houdt in dat als LR+ groter is (en daarmee zal toelaten bij positief testresultaat te besluiten tot een hogere post-testwaarschijnlijkheid) ook LR- groter zal zijn (en daarmee bij negatief testresultaat een grotere post-testwaarschijnlijkheid van ziekte zal opleveren en daarmee het uitsluiten van ziekte zal bemoeilijken).

## De odds ratio in de epidemiologie
Voorgaande betrof hoofdzakelijk de diagnostische odds ratio waarbij de eis dat de associatie positief associatie van belang is. Deze eis lijkt niet onmiddellijk van belang in de epidemiologie waarbij dus de odds ratio kan variëren tussen 0 en oneindig. Een OR tussen 0 en 1 zal wijzen op een verlaagd risico bij blootstelling aan de omgevingsfactor, een OR tussen 1 en oneindig zal wijzen op een verhoogd risico bij blootstelling aan de omgevingsfactor.

## Enkele van de odds ratio afgeleide maten van associatie
De odds ratio heeft geen natuurlijk nulpunt en bij eenzelfde graad van positieve en negatieve associatie is er geen weerspiegeling van dit feit in de absolute waarde van deze maat. Genoemde kenmerken vindt men wel terug bij Yule's Q en Yule's Y. De formules voor deze maten kunnen zo geschreven worden dat een rechtstreekse afleiding van de odds ratio onmiddellijk zichtbaar is.

## Referentie
1. D. Grimes. Making sense of odds and odds ratios. Obstetrics & Gynecology (2008); 111, 423-426.